# Marc Rolinet
 (octobre 2021).
Si vous disposez d'ouvrages ou d'articles de référence ou si vous connaissez des sites web de qualité traitant du thème abordé ici, merci de compléter l'article en donnant les références utiles à sa vérifiabilité et en les liant à la section « Notes et références ».
 (octobre 2021).
Marc Rolinet est un architecte et urbaniste français né à Héricourt dans le Haut-Doubs en 1955. Il vit et travaille à Paris.

## Parcours
Architecte DPLG, diplômé de l’École des Beaux-Arts de Paris en 1979 et titulaire d'un master en urbanisme de l'École Nationale des Ponts et Chaussées en 1980. Il ouvre sa première agence à Paris en 1981 et en 2006 une seconde à Genève.
Il est membre depuis plusieurs années de diverses associations dont le Cobaty (Fédération Internationale de la construction de l'urbanisme et de l'environnement), l'AFDU (Association Française du Développement Urbain), l'AFEX (Architectes français à l'export), la SIA (Société suisse des ingénieurs et des architectes) et la FSU (Fédération Suisse des Urbanistes), le Lions Club et, plus récemment, membre actif de l'Association pour le développement du bâtiment bas carbone BBCA.
Dès le début de sa carrière, Marc Rolinet travaille sur des projets traitant des enjeux architecturaux et urbains en contribuant à la construction des Villes Nouvelles.
Désireux d'intervenir dans la fabrication de l'environnement urbain, Marc Rolinet œuvre depuis quelques années de manière transversale sur les méthodes de conception urbaine comme le quartier Chablais Parc à Annemasse, la réhabilitation du Quartier Sans Souci à Saint-Paul, la création d'un quartier entre Reims-Nord et Bétheny ainsi que la maîtrise d'œuvre de l'îlot Gros Caillou à Paris 7e où il a installé ses bureaux.
Soucieux de travailler dans la diversité, il développe avec la même conviction à la fois les projets de petites tailles qui lui permettent une grande liberté d'expression, comme l'Arbresle à Versailles, et des opérations à plus grande échelle comme la ZAC de Coupvray (77) et celle des Trois Ormes à Marne-la-Vallée, la reconversion du site de la Loubière à Toulon, ou encore les études prospectives pour l'agglomération franco-valdo-genevoise, comme le PACA Genève-Eaux Vives-Annemasse et les études préalables du grand quartier des Cherpines à Plan-les-Ouates (Suisse).
Sa participation aux faisabilités de la ZAC Paris Rive Gauche (Paris 13e) lui a permis de se voir confier la réalisation de trois immeubles de bureaux, Le Malraux qui a accueilli un centre de formation pour l'entreprise allemande SAP, le "92 avenue de France, ancien siège social de Réseau Ferré de France et "France Avenue" associé à Foster & Partners, siège d'Accor.
Revendiquant une approche éclectique, Marc Rolinet possède également une grande expérience dans l'architecture cultuelle, où il exprime une écriture et une conception qui reposent sur la recherche de sens et d'expression symbolique. Pour répondre à l'ambivalence entre fonctionnalité et identité dans le cadre de la laïcité, les projets qu'il a réalisés s'inscrivent dans l'identité chrétienne européenne qui a structuré la composition urbaine de nos villes.
Associant le bois, le verre et le métal, sa démarche se caractérise par la création de transparence fondant la structure dans son environnement et par la simplicité des volumes proposés, comme l'illustre la Chapelle des Diaconesses de Reuilly à Versailles, récompensée en 2012 par le Prix Roux-Dorlut de l'Académie d'architecture.

## Principales réalisations
- 1992 : Bureaux rue Raymond Losserand à Paris XIV
- 1993 : Église Saint Joseph Villeneuve-le-Roi (94)

- 1995 : Tour Modigliani à proximité de l'Arche de la Défense
- 2002 : Locaux artisanaux Arbresle à Versailles
- 2002 : Siège social du Réseau ferré de France, avenue de France à Paris
- 2002 : European Business Center Millipore Illkirch
- 2004 : Bâtiment d'accueil des services techniques EDF-GDF à Saint-Malo
- 2004 : Réaménagement Bureaux rue du Commandeur à Paris XIV
- 2005 : Logements, Commerces FIAC Grenelle à Paris XV
- 2005 : La Lironde, ensemble de trois immeubles de logements à Montpellier
- 2007 : Études urbaines quartier d'habitat Plaisir
- 2007 : Ilots Belgique-Barillet-Kléber ZAC Champs Philippe La Garenne-Colombes
- 2007 : Centre hospitalier Les Verdannes à Thonon-les-Bains
- 2007 : Deux immeubles de bureaux à Lisbonne, Mar Vermelho et Mar Mediterraneo
- 2008 : Chapelle des Diaconesses de Reuilly à Versailles, prix Best of Glass 2008, prix des Lauriers du Bois 2008, prix Roux-Dorlut 2012 de l'Académie d'Architecture
- 2008 : Église réformée d'Ermont
- 2008 : Logements, Tertiaire Finot à Saint-Denis
- 2008 : Logements ZAC Pleyel à Saint-Denis
- 2011 : Logements ZAC Ampère à Massy
- 2013 : Aménagement intérieur Bureaux Endemol Aubervilliers
- 2013 : Plan-guide Campus universitaire Sibérie Tomsk (Russie)
- 2016 : Technopôle de la Mer à Ollioules
- 2016 : Mise en conformité Parking Mazarine à Paris
- 2016 : Reconversion du sanatorium Martel de Janville
- 2017 : Maîtrise d'œuvre urbaine ZAC Sans Souci La Réunion Saint-Paul
- 2018 : Extension Église Mennonite à Montbéliard
- 2021 : Logements et équipement culturel Noisy-le-Grand (93)  / Église luthérienne de Noisy-le-Grand
- En cours : Rénovation du Temple Saint-Martin à Montbéliard
- En cours : Logements et équipement cultuel à Champigny-sur-Marne
- En cours : Logements ZAC de la Boquette : Cluses